# Orleansterritoriet
Orleansterritoriet (engelska: Orleans Territory, franska: Territoire d'Orléans) var ett amerikanskt territorium som skapades från 1 oktober 1804 och existerade fram till 30 april 1812.. Därefter uppgick det i delstaten Louisiana.

### Fotnoter
1. ↑  ”"An Act erecting Louisiana into two territories and providing for the temporary government thereof"”. Arkiverad från originalet den 20 december 2016. https://web.archive.org/web/20161220091706/http://rs6.loc.gov/cgi-bin/ampage?collId=llsl&fileName=002%2Fllsl002.db&recNum=320. Läst 25 april 2013.
2. ↑  "An Act for the admission of the state of Louisiana into the Union, and to extend the laws of the United States to the said state"